# Doliocarpus gentryi
Doliocarpus gentryi är en tvåhjärtbladig växtart som beskrevs av G. Aymard och J. Miller. Doliocarpus gentryi ingår i släktet Doliocarpus och familjen Dilleniaceae. Inga underarter finns listade i Catalogue of Life.